# Oborona Sevastopolya
Oborona Sevastopolya é um filme de drama russo de 1911 dirigido por Vasily Goncharov e Aleksandr Khanzhonkov.

## Enredo
O filme mostra a Guerra da Crimeia.

## Elenco
- Andrey Gromov... Nakhimov (as Andrej Gromov)
- N. Semyonov
- Olga Petrova-Zvantseva
- Ivan Mozzhukhin... Kornilov
- Boris Gorin-Goryainov